# Escrime ludique

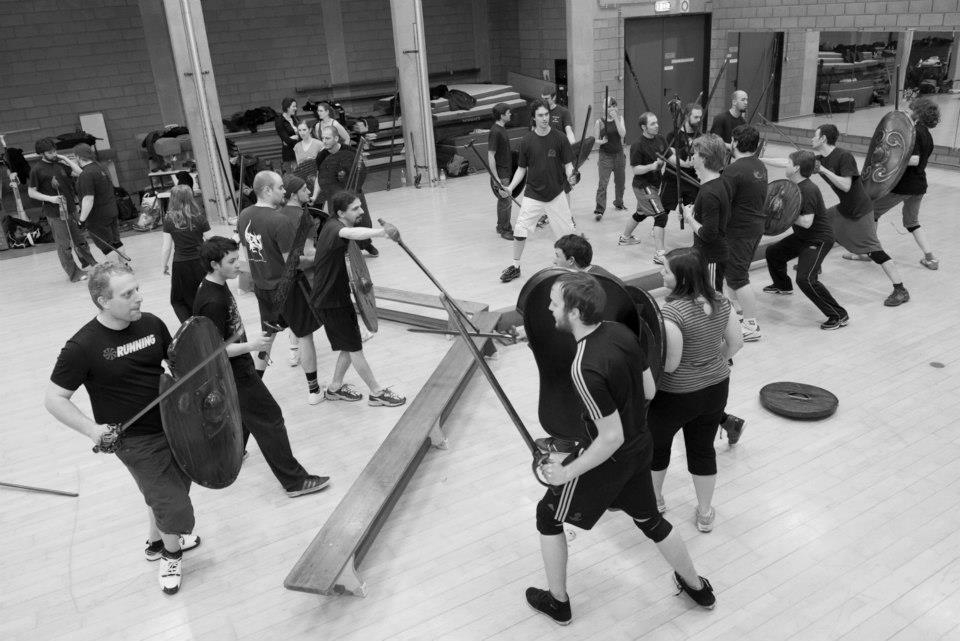
Entrainement d'escrime ludique - Riddle of steel 2013

L’escrime ludique est une discipline sportive et ludique fondée sur une adaptation de diverses techniques d’escrime sportive, des arts martiaux historiques européens (AMHE), d’escrime artistique et d’arts martiaux variés, en vue d’être utilisées dans le but de toucher les parties valables de ses adversaires, selon les principes de sécurité liés à l’utilisation des répliques d'armes en mousse.

## Principe
Provenant des jeux de rôle grandeur nature, principalement de type médiéval-fantastique, dont il a longtemps été un composant essentiel, le combat GN a  évolué en fonction du matériel de combat mais également en fonction de la pratique. L’escrime ludique est peu à peu devenue une activité à part entière, pratiquée tant pour l’aspect sportif que pour sa dimension divertissante et conviviale. Cette discipline s'exprime principalement à l'intérieur des Battle Games aux États-Unis,.
La pratique de ce nouveau sport, fortement influencé par l’escrime sportive et les arts martiaux historiques européens (AMHE), n’a eu de cesse de se développer.
Grâce à l'expertise et aux apports de maîtres d'armes d'escrime sportive, l’escrime ludique est aujourd’hui une activité sportive codifiée et complexe.
Cette discipline est un regroupement des différentes pratiques du combat armé de répliques en mousse et latex.
On retrouve dans le cadre de cette discipline plusieurs catégories :
- L’escrime GN[3] est la forme originelle d’où a émergé la pratique de l’escrime ludique. Elle est aujourd'hui pratiquée en tant que discipline propre via des entraînements en clubs sportifs[4],[5],[6].
- Le trollball est un jeu où deux équipes s'affrontent sur un terrain défini en tentant d'emmener une balle (tête de troll) dans le camp adverse[7].
- Le juggerball est une version grandeur nature du film The Blood of Heroes.

Entièrement basée sur le fair-play car chaque participant compte les touches reçues lui-même. Elle dispose également de plusieurs spécificités par rapport à l’escrime sportive et l’AMHE.
La première est l’aspect multidisciplinaire des différentes combinaisons d’armes proposées. En effet, seule l’imagination et les normes de sécurité définissent les types d’armes utilisables en combat, ce qui permet de ne pas se limiter à celles ayant vraiment existé. La création d’armes fantasy implique donc le développement de techniques particulières n’ayant probablement jamais existé d'un point de vue historique.
La seconde est l’aspect multidirectionnel du combat. En effet, contrairement à l’escrime sportive, les combats d’escrime ludique ne sont pas limités à une piste droite. Les combats se déroulent dans une zone ouverte à 360°, sur n’importe quel type de terrain.
La troisième est la diversité des combats potentiels. En effet, il est possible d’y pratiquer des combats en duel, mais également de groupes, équilibrés ou non.
La quatrième est la non nécessité de matériel spécifique : En dehors de l’armement de combat, aucune tenue ni protection n'est obligatoire ou nécessaire à la pratique de l’escrime ludique.

## Règles générales

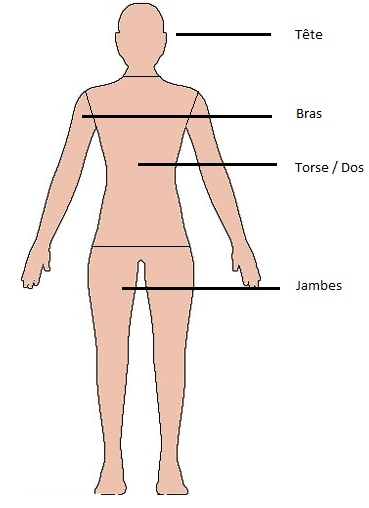
Schéma des différentes localisations

### But
Il s'agit de l'art de toucher son ou ses adversaires à l'aide d'une arme en mousse latexée sur les parties valables sans être touché.

### Décompte des points
De nombreuses variantes existent. Néanmoins, deux grands courants sont relativement unificateurs.
Points localisésChaque membre valable dispose d’une réserve limitée de points. Une fois cette réserve à zéro, on considère le membre comme « coupé » ou simplement inutilisable. Si la tête ou le torse se retrouvent à zéro, on considérera le participant comme hors de combat.
Points délocalisésIl s’agit de considérer une réserve limitée de points pour le corps entier. Indépendamment du ou des membres touchés, on décomptera donc des points de cette réserve globale. Si cette réserve arrive à zéro, on considérera le participant comme hors de combat.

### Les zones valables
«Il y a 6 localisations. Une à la tête, une pour le tronc, une par jambe et une par bras. La tête comprend le cou. Le tronc va jusqu'à la ceinture. Les jambes commencent aux fesses et les bras à la diagonale partant de l'aisselle vers le deltoïde en formant un angle de 45°.» - Traité d'escrime ludique
En fonction des différents clubs, les zones cibles (membres) valables peuvent varier. Par exemple, la tête, les mains ou les pieds peuvent être considérés comme des zones non valables et aucun point ne sera décompté si elles sont touchées.
Les contacts physiques (hors utilisation de l'arme en mousse latexée), les coups au visage ainsi que les coups d’estoc seront généralement proscrits pour des raisons de sécurité.
En fonction du matériel et de la technique utilisée, chaque club décidera de ses propres standards. Ainsi, dans certains pays, l’estoc est permise grâce à l’utilisation d’armes de type « boffer ». Ces armes sont en effet fabriquées dans le but de rendre possible l’utilisation de l’estoc sans risques de blessures, délaissant un certain niveau de rendu esthétique afin d'améliorer l’aspect sécuritaire.

### Mixité
Par ailleurs, il est à noter que l'escrime ludique est un sport de combat mixte. En effet, les réalités propres à cette discipline permettent de mettre davantage en avant l'aspect technique que physique, permettant ainsi une mixité totale lors des différentes situation de combat.

## Règles concernant l’armement
Les critères d’homologation les plus aboutis à ce jour proviennent de l’expertise de la BWAT, cellule d’homologation de la fédération belge de jeu de rôle grandeur nature.
Le matériel de combat ne peut être utilisé que s'il répond aux critères mentionnés dans le document précité.

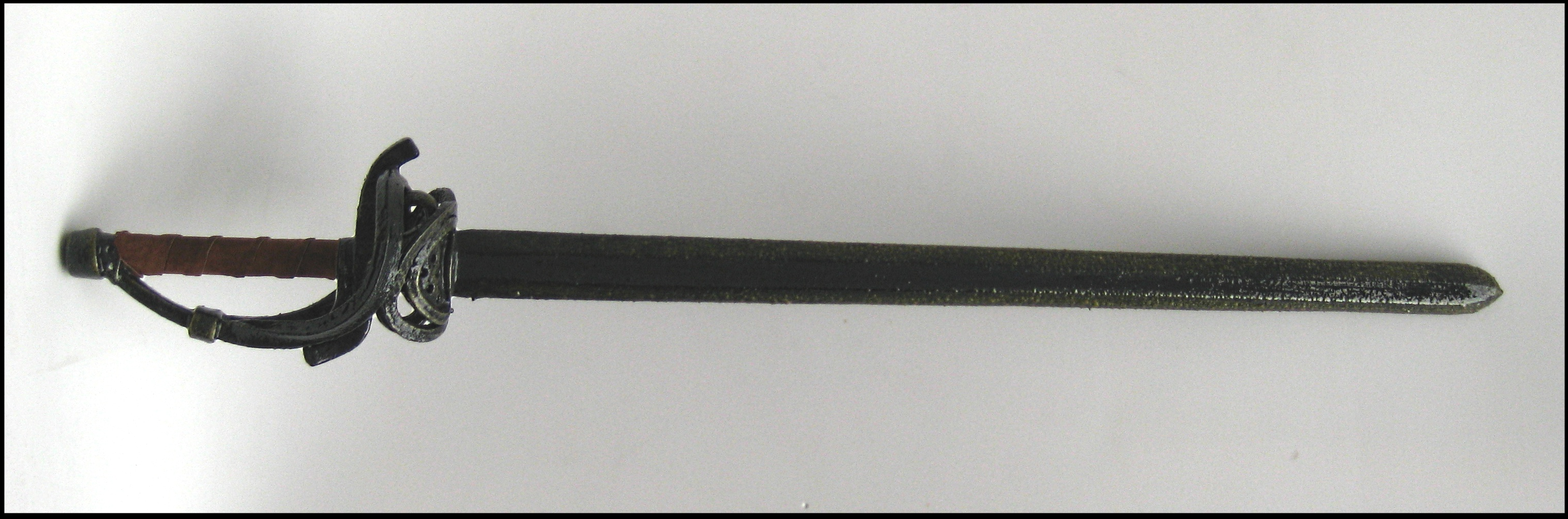
Rapière en mousse latexée
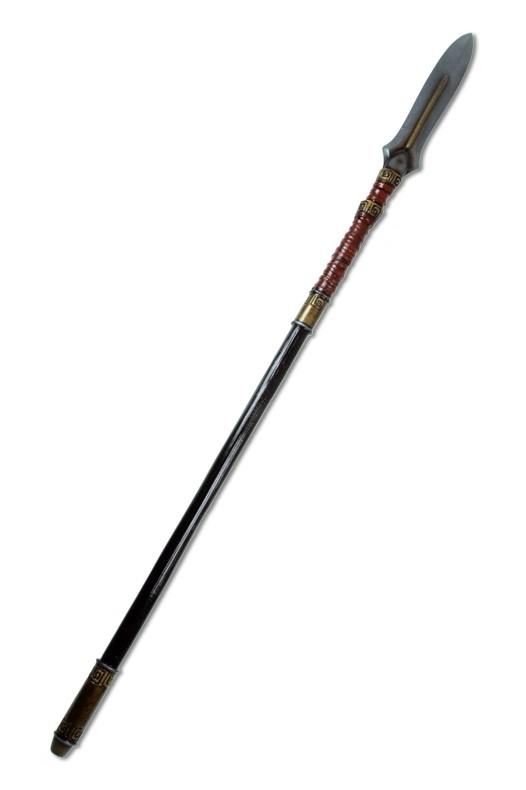
Lance en mousse latexée
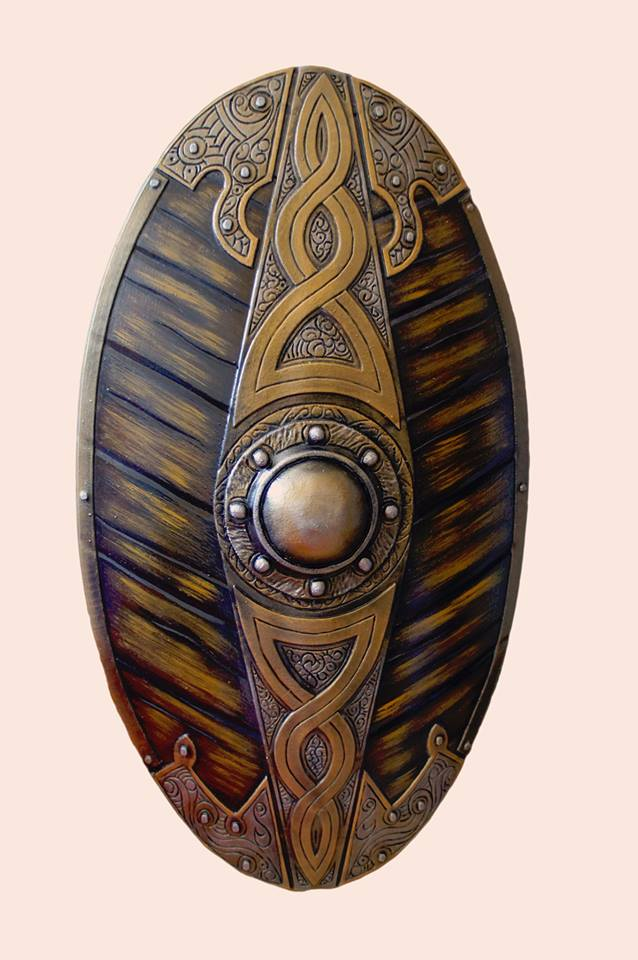
Bouclier en mousse latexé

### Tailles
Les tailles ne sont pas obligatoires, mais représentent une standardisation, plus ou moins répandue, basée à la fois sur l’ergonomie d’utilisation mais également sur un souci de rendu correspondant à l’arme réelle.
À nouveau, les catégories citées sont là à titre de références, cette discipline permettant davantage de diversité.

#### Longueur des armes
| Type d'arme                  | Longueur max. en cm |
| Armes courtes                | 60                  |
| Armes à une main ou bâtardes | 110                 |
| Fléaux à une main            | 130                 |
| Armes à deux mains           | 150                 |
| Fléaux à deux mains          | 170                 |
| Armes d'hast                 | 220                 |

#### Tailles des boucliers

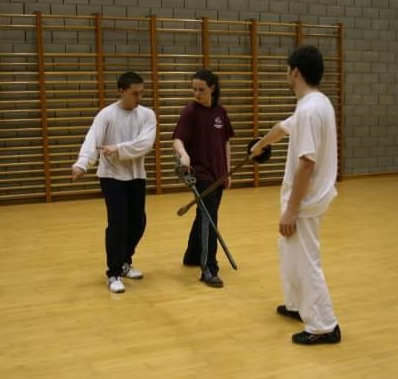
Leçon par Maître Dimitri V. - Riddle of Steel 2007

| Type d'arme                     | Longueur max. en cm |
| Bouclier rectangulaire (pavois) | 120 sur 60          |
| Bouclier rond (rondache)        | 90 (diamètre)       |

## Pédagogie et techniques
Fortement inspirée des méthodes d’escrime sportive et de l’AMHE, les leçons et techniques de combat, quelles que soient les armes utilisées, doivent d’abord être adaptée en fonction des réalités de l’escrime ludique,.
Les cours sont généralement organisés selon un schéma simple.
La première partie consiste en un échauffement sportif classique.
Cet échauffement vise d’une part à limiter le risque de blessures et d’autre part à l’amélioration globale de la condition physique des participants.
S’ensuit un cours collectif qui consiste pour le ou les entraîneurs à enseigner les différentes techniques allant des bases aux techniques avancées, tout au long de la saison d’entraînement.
Après le cours technique, un jeu d’armes, généralement par équipes, est lancé afin de permettre à la fois l’amusement, mais aussi la mise en pratique des différentes techniques vues précédemment. Ces jeux permettent également le travail et l'apprentissage des techniques et synergies de combat de groupe.
Des leçons particulières dites « au plastron » d’entraîneur à élève, ainsi que des ateliers ciblés par petits groupes en fonction du type d’armes que les participants souhaitent utiliser, sont également organisé durant l’entraînement. Ceux-ci, inspirés par la « méthode Tarbaise » permettent de faire un travail pédagogique de fond, plus ciblé en fonction de chaque participant.
Les contacts physiques (hors utilisation du matériel de combat), les coups au visage ainsi que les coups d’estoc étant généralement proscrits, plusieurs techniques devront être repensées, adaptées ou abandonnées afin de garantir à la fois une efficacité et une sécurité optimale.

## Orientations
L’escrime ludique se développe principalement suivant deux courants.
L’aspect sportifCet aspect tend à faire de ce sport une discipline à part entière. Disposant de ses règles et codes propres, l’entraînement est mis en place afin de viser une amélioration les capacités techniques et physiques des participants.
L’aspect théâtralCet aspect tend à suivre l’idéologie de l’escrime artistique. Par l’entraînement est recherché un idéal esthétique voir chorégraphique du combat à l’arme blanche.
L’aspect sportif est actuellement celui qui profite le plus de l’essor de la discipline. En effet, de plus en plus de salles d’armes d’escrime sportives se mettent à enseigner l’escrime ludique,.
Des partenariats entre les fédérations de jeux de rôles grandeur nature et les fédérations d’escrime sportive  voient le jour dans certains pays européens, notamment en France où la FédéGN a signé la première convention en ce sens avec la Fédération française d’escrime en décembre 2015, en Belgique La Fédération Francophone des Cercles d'Escrime de Belgique FFCEB accueille son premier club d'escrime ludique le 10 Février 2019.